# Marsdenia oaxacana
Marsdenia oaxacana är en oleanderväxtart som beskrevs av G. Morillo. Marsdenia oaxacana ingår i släktet Marsdenia och familjen oleanderväxter. Inga underarter finns listade i Catalogue of Life.